# Flugzeugabsturz in Bremerhaven
Beim Flugzeugabsturz in Bremerhaven am 26. Dezember 2001 stürzte eine Britten-Norman BN-2 Islander der Bremerhaven Airline kurz nach dem Start in die Weser. Sie befand sich auf dem Flug vom Flugplatz Bremerhaven auf die deutsche Nordseeinsel Wangerooge.

## Verlauf
Die Britten-Norman begann um 10:12 Uhr mit dem Start von Piste 34. Das Flugzeug hob zwar ab, gewann aber kaum an Höhe. Über der Weser machte das Flugzeug eine Linkskurve, verlor an Höhe und stürzte mit der linken Tragfläche zuerst in den Fluss. Sieben Passagiere und der Pilot starben, eine Passagierin überlebte schwer verletzt.

## Unfallursache
Im abschließenden Untersuchungsbericht vom Februar 2004 wurde als Ursache des Unglücks eine mangelhafte Enteisung der Tragflächen festgestellt, die zur Folge gehabt habe, dass der dort abgelagerte Schnee nicht beseitigt worden war. 
Kurz vor dem Start hatte es geschneit und die Tragflächen der Britten-Norman waren mit Schnee bedeckt. Der Pilot entfernte den Schnee mit der bloßen Hand nur vom Cockpitfenster und den Flügelvorderkanten. Der Schnee löste sich auch im Anfangssteigflug nicht, was zu einer Störung der Umströmung der Tragfläche führte und den Auftrieb so stark verringerte, dass das Flugzeug nicht mehr in der Luft zu halten war, als der Pilot die Klappen einfuhr.